# Ana Cecilia Prenz Kopušar
Ana Cecilia Prenz Kopušar (Belgrado, Yugoslavia, 17 de agosto de 1964) es una escritora, traductora e investigadora argentina que vive en Trieste.

## Biografía
Ana Cecilia Prenz es hija del escritor argentino Juan Octavio Prenz. Los primeros años de su vida los pasó en BelgradoYugoslavia y La Plata [Argentina]. En 1975, su familia dejó Argentina y se mudó a Trieste en 1978. 
Ana Cecilia Prenz estudió literatura teatral en la Universidad de Roma. Trabaja en la Universidad de Trieste. Se dedica a la investigación de las relaciones entre literatura y teatro. Como parte de estas actividades, publicó los manuscritos de la dramaturga Laura Papo Bohoreta.
Escribe en italiano y español. Tradujo piezas de Eduardo Pavlovsky y de José María Pallaoro al italiano. También traduce del serbocroata y esloveno al español, como los textos de Saša Pavček. En su novela Cruzando el río en bicicleta habla de su experiencia como migrante y políglota.
Es directora del centro cultural «La casa de Kamna» en Eslovenia.

## Obras (selección)
- Gemma Brandi, Eduardo Pavlovsky, Ana Cecilia Prenz: Sensibilità e suscettibilita. Florencia: Es. Ip.so., 1998.
- Da Sefarad a Sarajevo: percorsi interculturali: le multiformi identità e lo spazio dell'altro. Neapel: Ellissi, 2006.
- Poesia e rivoluzione. Pordenone: Ellerani, 2010.
- Cruzando el río en bicicleta. Buenos Aires: Libros de la Talita Dorada, 2015.
- Helena Lozano Miralles; Ana Cecilia Prenz; Paolo Quazzolo; Monica Randaccio: Traduzione aperta, quasi spalancata: tradurre Dario Fo. EUT Edizioni Università di Trieste 2016 ISBN 978-88-8303-798-6
- Saša Pavček: Vísteme con un beso. Traducción del esloveno al español: Ana Cecilia Prenz. Buenos Aires: De la talita dorada, 2012.